# Окони (Џорџија)
Окони (енгл. Oconee) град је у америчкој савезној држави Џорџија. По попису становништва из 2010. у њему је живело 252 становника.

## Демографија
Према попису становништва из 2010. у граду је живело 252 становника, што је 28 (10,0%) становника мање него 2000. године.
| Група             | 2000.       | 2010.       |
| Белци             | 173 (61,8%) | 165 (65,5%) |
| Афроамериканци    | 102 (36,4%) | 85 (33,7%)  |
| Азијати           | 0 (0,0%)    | 1 (0,4%)    |
| Хиспаноамериканци | 0 (0,0%)    | 4 (1,6%)    |
| Укупно            | 280         | 252         |